# Ернст фон Траутзон
Ернст фон Траутзон (на немски: Ernst von Trautson Graf von Falkenstein; * 26 декември 1633, Виена; † 7 януари 1702, Виена) е граф на Фалкенщайн в Долна Австрия, княжески епископ на Виена (1685 – 1702).

## Живот
Той е третият син на граф Йохан Франц фон Траутзон (1609 – 1663), граф на Фалкенщайн, и първата му съпруга принцеса Максимилиана Валбурга фон Хоенцолерн-Хехинген († 1639), дъщеря на имперски граф, 1. княз Йохан Георг I фон Хоенцолерн-Хехинген (1577 – 1623) и графиня Франциска фон Залм-Ньофвил († 1619).
Ернст фон Траутзон е определен за духовна кариера, следва философия и католическа теология в университета „Грегориана“ в Рим. Той става на 12 март 1661 г. на 27 години дякон в Залцбург и на 11 юни 1661 г. свещеник в Залцбург. Император Леополд I го прави на 23 март 1685 г. на 51 години епископ на Виена. Помазан е на 20 септември 1685 г. и започва служба на 28 октомври 1685 г.
Той продължава престрояването на църквите, пострадали по време на турската обсада през 1683 г. и създава нови олтари в катедралата „Св. Стефан“. Интересува се от история и хералдика и пише „Траутзонския манускрипт“ („Trautsoner Manuskript“), в който са копирани гробни надписи и гербове на Виенските църкви.
Ернст фон Траутзон умира на 68 години на 7 януари 1702 г. във Виена и е погребан в епископската гробница в катедралата „Св. Стефан“ във Виена.
Неговият племенник Кардинал Йохан Йозеф (* 1707; † 1757) e княжески архиепископ на Виена (1751 – 1757) и кардинал (1756 – 1757).